# Jean-Adam Pflieger le Jeune
Pour les articles homonymes, voir Pflieger.
Jean-Adam Pflieger dit le jeune, né à Altkirch le 1er décembre 1775 et mort dans cette même ville le 28 juillet 1846, est un homme politique français du XIXe siècle.

## Biographie
Jean-Adam Pflieger est le fils de Jean-Adam Pflieger, l'aîné (1744-1801), député révolutionnaire (1789-91,1792-98) et premier maire de la ville sundgovienne d'Altkirch.
En 1793, son père étant alors représentant en mission chargé d'organiser la levée en masse, Jean-Adam, âgé de dix-huit ans, s'engage comme volontaire dans la cavalerie de l'armée républicaine. Aide de camp du général Bayet à l'armée de la Moselle avec le grade de sous-lieutenant en 1795, il est ensuite attaché, comme capitaine de dragons, à l'état-major de l'armée du Rhin sous les ordres du général Moreau.
Revenu à la vie civile après la paix de Lunéville (1801), il gagne sa vie en exploitant ses terres alsaciennes.

Nommé maire de sa ville natale en 1807, il assure cette fonction jusqu'à la chute du Premier Empire (1815). Retiré de la vie politique pendant la Restauration (régime qui l'a destitué, en tant que libéral et fils de conventionnel régicide), il est à nouveau nommé maire en 1830 après les Trois Glorieuses et l'avènement de la monarchie libérale orléaniste. Il sera reconduit à ce poste jusqu'à sa mort, en 1846. Il fut également conseiller général du Haut-Rhin.

Sous son second mandat municipal, Altkirch change de visage en se dotant de bâtiments emblématiques tels que la halle-aux-blés (1841) et l'église (1845). En 1832, Pflieger a l'honneur d'accueillir Louis-Philippe Ier lors d'une étape sundgovienne de la visite royale en Alsace.
En 1834, Pflieger est élu député. Réélu en 1837, 1839 et 1842, il siège, aux côtés de son ami Dupont de l'Eure, parmi la gauche constitutionnelle favorable au « mouvement » et vote pour l'incompatibilité entre un mandat législatif et une fonction publique salariée, pour l'adjonction au corps électoral des « capacités » (hommes très éduqués mais exclus du suffrage censitaire), contre les fortifications de Paris, contre le recensement et contre l'indemnité Pritchard. Il meurt d'une attaque d'apoplexie peu de temps avant la fin de son mandat national.
Ses fils, Félix et Charles Pflieger seront horticulteurs à Altkirch. Le premier participa à la bataille de Navarin en 1827 et le second sera élu député démocrate-socialiste en 1849.

Sa fille épousa l'avocat Louis Chauffour.